# Giles Barnes
Giles Gordon Barnes (Barking, 5 agosto 1988) è un ex calciatore inglese naturalizzato giamaicano, di ruolo attaccante.

## Biografia
Suo zio Bobby è stato a sua volta un calciatore professionista.

## Carriera

### Club
Nella gara di ritorno di Carling Cup contro il Manchester United giocata all'Old Trafford nel gennaio 2009, realizza il rigore del momentaneo 1 a 3 e poi segna su punizione: il Derby viene comunque battuto per 4-2.

### Nazionale
Viene convocato per la Copa América Centenario negli Stati Uniti.